# Змінні типу W Діви
Змінні типу W Діви, віргініди — це змінні зорі підкласу цефеїд ІІ типу, які мають періоди пульсації між 10 та 20 днями та спектральний клас F6 – K2. Прототипом цього підкласу змінних зір є W Діви.
Змінні типу W Діви вперше відділив від класичних цефеїд Вальтер Бааде 1942 року в дослідженні цефеїд у галактиці Андромеди. Він припустив, що зорі в цій галактиці належать до двох різних поколінь.
Як і цефеїди, змінні типу W Діви демонструють сильний зв’язок між абсолютною світністю та періодом змінності, але зорі W Діви приблизно на 1,5 зоряні величини тьмяніші за цефеїди з тим самим періодом пульсацій. Це пов’язано з меншою масою та металічністю зір W Діви, які належать до так званого зоряного населення II типу. Зорі W Діви демонструють зміни яскравості в діапазоні 0,3 - 1,2 зоряної величини з періодом від 0,8 до приблизно 30 днів. Вони діляться на два підтипи:
- CWA - з періодом більше ніж приблизно 8 днів (клас W Діви)[5]
- CWB - з періодом коротшим, ніж приблизно 8 днів (клас BL Геркулеса)[5]

Крім того, подібні зорі з періодом пульсації понад 30 днів належать до типу RV Тельця.
Труднощі у відрізненні зір W Діви від цефеїд були причиною початкової значної неточності у визначенні сталої Габбла методом стандартних свічок. Лише в 1942 році Вальтер Бааде, ґрунтуючись на дослідженнях цефеїд у галактиці Андромеди, запропонував розділити цефеїд в цій галактиці на дві популяції. У результаті подальших досліджень було підтверджено, що виправдано розглядати цей тип зір окремо від класичних цефеїд.